# دودة الحشد المخملية
دودة الحشد المخملية أو دودة الحشد مخططة الجوانب، أو دودة الحشد الحديقة (الاسم العلمي: Spodoptera latifascia)، هي عثة من فصيلة الليليات وتوجد من أمريكا الوسطى وجزر الأنتيل إلى أمريكا الشمالية (من تكساس إلى فلوريدا).

## الوصف
يبلغ طول جناحيها قرابة 42 ملم.

## علم الظواهر
يطير البالغون من مارس إلى أكتوبر حسب الموقع.

## الجغرافية
المنطقة النمطية: جامايكا

## التصنيف
وصفها ووكر (1856)، ووضعها في جنس برودينيا (Prodenia).
الاسم الأساسي: Prodenia latifascia Walker, 1856.
أعاد بوغ(2002) إحياء S. cosmioides (ووكر، 1858)، بوصفه نوع صالح (على الرغم من وجود خطأ إملائي في اسم S. cosmiodes)، مرادف لـS. latifascia.

## روابط خارجية
- Bug Guide